# Martin Mykiska
Martin Mykiska (* 1. prosince 1966 Praha) je český cestovatel a spisovatel.

## Život
Vystudoval Elektrotechnickou fakultu ČVUT. Jako humanitární pracovník po sametové revoluci podnikl cestu do Rumunska. V letech 1991 až 1992 strávil roční pobyt na antarktické základně Eco-Nelson, ležící na Nelsonově ostrově, o čemž napsal knihu Byl jsem rok v Antarktidě. Následně odjel do Argentiny a procestoval několik jihoamerických zemí včetně Chile, Bolívie a Peru. Zde strávil pět měsíců, které byly námětem pro jeho knihu Pěšky stopem lodí Jižní Amerikou. Později se do Jižní Ameriky několikrát vrátil. Putoval také po Severní Americe a Asii (Afghánistán, Pákistán). V roce 2003 strávil pět měsíců s manželkou a dětmi v Ladaku, kde vyučoval. Následující rok přešel po zamrzlé řece z Ladaku do Zanskaru na trase přibližně 100 kilometrů dlouhé. Rovněž přispíval do cestovatelského televizního pořadu Objektiv.

## Knihy
- Dvacet tisíc mil dlouhý podzim (1996)
- Pěšky stopem lodí Jižní Amerikou (1999)
- Byl jsem rok v Antarktidě (2001)
- Afghánistán prach a růže (2002)
- Po zamrzlé řece do nitra Himálaje (2004)
- Pět měsíců v Himálaji aneb Ladak očima české rodiny (2004)
- Jižní Amerikou přes stolové hory do Bolívie (2007)
- Jižní Amerikou přes Patagonii k Orinoku (2008)